# Districte municipal de Kelmė
El Districte municipal de Kelmė (en lituà: Kelmės rajono savivaldybė) és un dels 60 municipis de Lituània, situat dins del comtat de Šiauliai, i que forma part de la regió de Samogitia. La capital del municipi és la ciutat de Kelmė.

## Seniūnijos del Districte municipal de Kelmė
- Kelmės seniūnija (Kelmė)

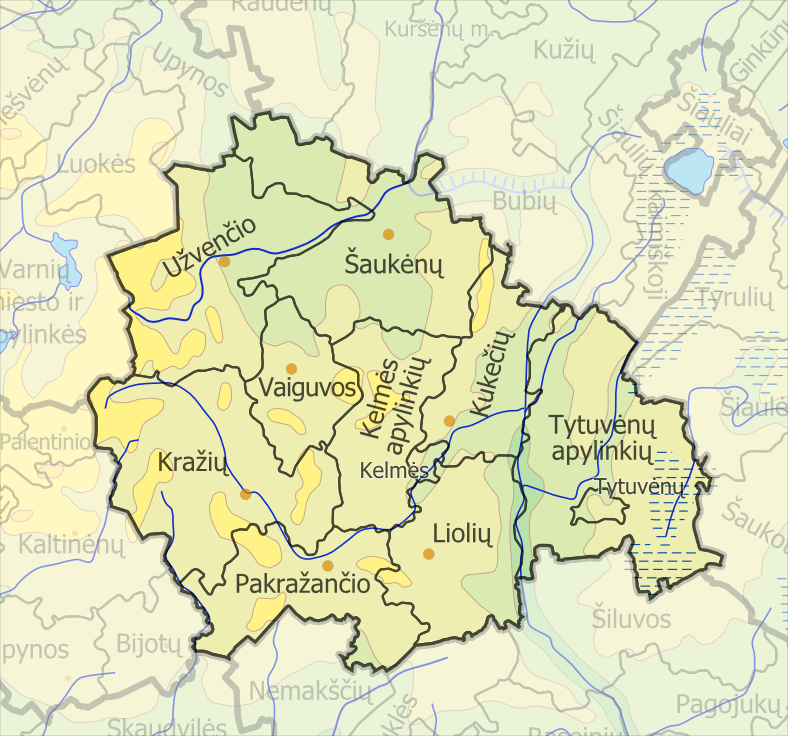
Mapa del districte

- Kelmės apylinkių seniūnija (Naudvaris)
- Kražių seniūnija (Kražiai)
- Kukečių seniūnija (Kukečiai)
- Liolių seniūnija (Lioliai)
- Pakražančio seniūnija (Griniai)
- Šaukėnų seniūnija (Šaukėnai)
- Tytuvėnų seniūnija (Tytuvėnai)
- Tytuvėnų apylinkių seniūnija (Tytuvėnai)
- Užvenčio seniūnija (Užventis)
- Vaiguvos seniūnija (Vaiguva)